# SNOW! SNOW! SNOW!
《SNOW! SNOW! SNOW!》，日本二人組合近畿小子的第22張單曲，於2005年12月21日由傑尼斯娛樂唱片公司發行。

## 简介
本單曲和了前一年2004年的單曲《Anniversary》一樣，是一張於年末發行的單曲。唱片封面凝造了KinKi Kids被冰封的效果。
與單曲的標題一樣，本單曲的所有收錄歌曲皆以冬天為形象，不論是歌名，就連印於CD碟片上的圖案也以雪花為主。雖然首批銷量比上張單曲為少，但總銷量則與上張單曲差不多。收錄歌曲方式方面，這次的方式與之前一向的方式有少許分別。因為這次初回版和通常版都會有一首只會收錄在該版本的獨有歌曲，而初回版更會收錄A面曲的純音樂版本。所以樂迷一定要同時購入兩個版本才能收聽所有歌曲。
A面曲『SNOW! SNOW! SNOW!』由曾提供過SPEED多數暢銷歌曲的伊秩弘將負責作曲，秋元康負責作詞，可謂創作暢銷歌曲的豪華組合。歌詞就像歌名一樣，以雪及冬天等的字眼為中心，描寫男女之間的戀愛姿態。而且在副歌部份，更用上了自「夏之王者」以來的高音階。另外在發售日12月21日至12月31日期間的10日，更可以在BMB的卡拉OK機器UGA中看到原裝的音樂錄影帶。就是說，點選這首歌唱的話，就能看到該首歌曲的原裝音樂錄影帶片段。其實第一興商的DAM系統亦一向根據與不同唱片公司的協定，而使用歌手的原裝音樂錄影帶片段於卡拉OK中的（即所謂的本人映像），但以傑尼斯相關歌曲來說，以這樣的方式播放還是較為罕有。也正因如此，本曲目在發售前實質上成為了UGA方面的廣告歌。

## 名稱
- 日語原名：SNOW! SNOW! SNOW!
- 中文意思：下雪啊！下雪啊！下雪啊！
- 香港正東譯名：SNOW! SNOW! SNOW!
- 台灣艾迴譯名：SNOW! SNOW! SNOW!

## 收錄歌曲

### 初回版收錄歌曲
1. SNOW! SNOW! SNOW!
  - 作曲：伊秩弘將
  - 作詞：秋元康
  - 編曲：家原正樹
2. 雨雪
  - 作曲、作詞：井手功二
  - 編曲：Tadasuke
3. 雪的繪版（ユキノキャンバス）
  - 作曲、編曲：中崎英也
  - 作詞：篠原隆一
4. SNOW! SNOW! SNOW! (Backing Track)
  - 作曲：伊秩弘將
  - 編曲：家原正樹

### 通常版收錄歌曲
1. SNOW! SNOW! SNOW!
2. 雨雪
3. 雪白之月（雪白の月）
  - 作曲：松本良喜
  - 作詞：Satomi
  - 編曲：十川知司